# Cervejaria Bavaria (Colômbia)
A Bavaria S.A. é a maior cervejaria da Colômbia, uma das maiores da América e a décima do mundo. Foi fundada o 4 de abril de 1889 de Leopold Siegfried Kopp, um imigrante alemão.

## História
Foi criada em 4 de abril de 1889 com o nome de Cervecería Bavaria. Fundiu-se com a Cervejaria Águia de Barranquilla em 1967, e posteriormente compraria a Cervejaria União (Cervunion), de Medellín, em 1972. Com a fusão da Águia, a família Santo Domingo de Barranquilla passou a ser a principal accionista da nova empresa cuja propriedade, por esse tempo, se encontrava altamente dispersa.
Posteriormente a SABMiller adquiriu 225 milhões de ações da Bavaria, que, juntamente com a participação da família Santo Domingo, com 167 milhões de ações, perfazem o controle de 15,1% de SABMiller.
A Cervejaria Bavaria detém 98% do mercado colombiano, 99% do mercado de Peru, 93% do mercado de Equador e 79% de Panamá.